# ヨハン・フリードリヒ・ブルーメンバッハ

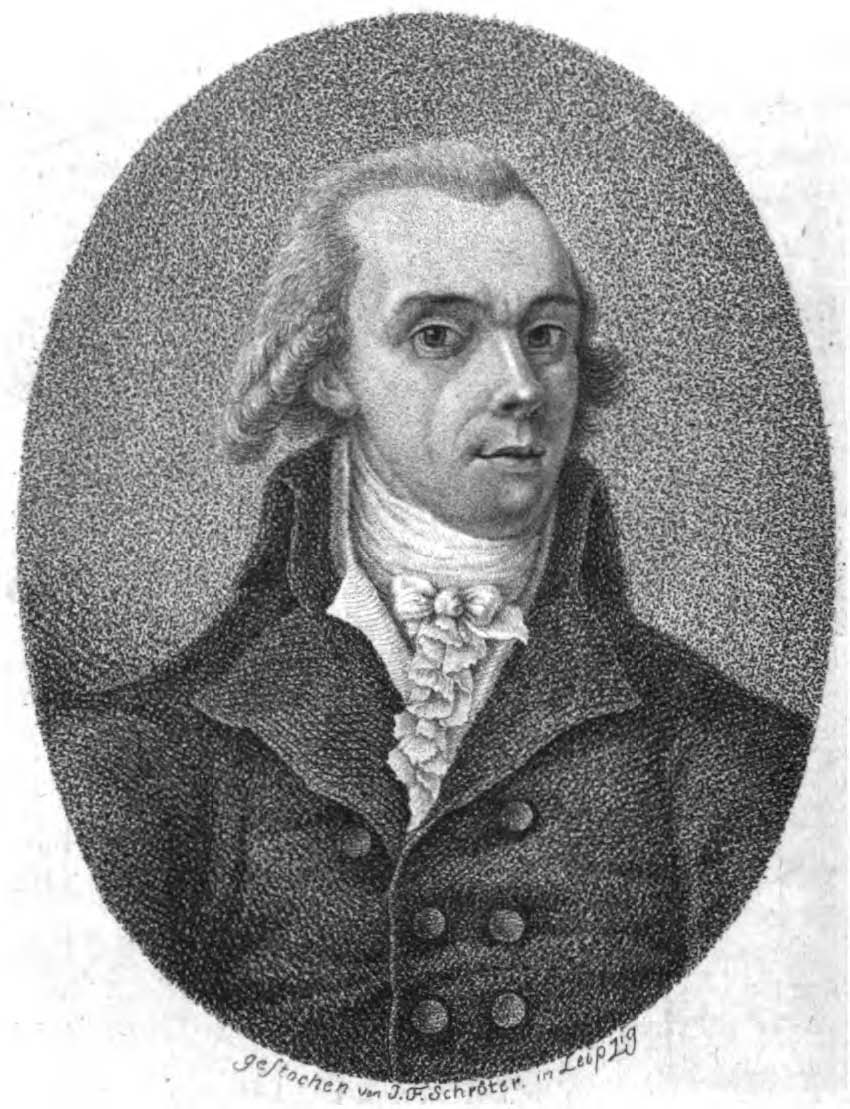
ヨハン・フリードリヒ・ブルーメンバハ

ヨハン・フリードリヒ・ブルーメンバッハ（Johann Friedrich Blumenbach、1752年5月11日 - 1840年1月22日）は、ドイツの比較解剖学者、動物学者、人類学者である。近代的な動物学、人類学の創始者の一人で、動物の発生に関して、卵などの内部に生まれてくる子の構造が既に存在しているという「前成説」に反対した。

## 略歴
ドイツ中部のテューリンゲン州ゴータに生まれた。父親は大学の教授で、母親はゴータの高官のカール・フランツ・ブッドイス（Karl Franz Buddeus）の娘であった。ゴータの高校Ernestinum Gothaで学んだ後、イェーナ大学で医学を学んだ。その後ゲッティンゲン大学で研究を続け、1775年に人種に関する論文、"De humani generis varietate nativa"で博士号を得た。1776年にゲッティンゲン大学の医学の准教授となり、大学の博物学コレクションの管理者となり、1778年に教授となった。その後1835年に引退するまでおよそ60年間、ゲッティンゲン大学で博物学、解剖学、生理学、医学史などを講義した。
科学としての動物学、人類学の創始者の重要な一人として見なされている。比較解剖学の分野で活躍し、著書の『比較解剖学と生理学のマニュアル』（"Handbuch der vergleichenden Anatomie und Physiologie" (Göttingen 1804, 3訂版 1824)はヨーロッパの主要な言語に翻訳された。
動物の発生と成長に関して、前成説を批判した一人でありニワトリの卵の孵化の経過や、流産した人間の胎児の観察から生物の形態が徐々に形成されることを指摘した。
生気論の立場にたち、『形成衝動』(Bildungstrieb）について多くの著作を行い、生物と無生物を区分する因子のあることを主張した。
1775年の論文、"De Generis Humanis varietate Nativa" (ヒトの自然的変種）で、ブルーメンバッハは頭蓋骨の比較研究などを基礎に、コーカシア（白人種）、モンゴリカ（黄色人種）、エチオピカ（黒人種）、アメリカナ（赤色人種）、マライカ（茶色人種）の5種に人種を分類した。当時のゲッティンゲン大学には『人類の歴史の概要』（"Grundriss der Geschichte der Menschheit"，1785）を執筆した哲学者のクリストフ・マイナース（Christoph Meiners）もいた。
イギリスの博物学者、ジョゼフ・バンクスとも親しく、フリードリヒ・ホルネマン（Friedrich Hornemann）やヨハン・ルートヴィヒ・ブルクハルトをロンドンのアフリカ協会（African Association）に参加させ、サハラ以南のアフリカに探検隊を派遣した。古生物学にも貢献し、Mammuthus primigenius（ケナガマンモスとも呼ばれる）を記載した。

## 著作

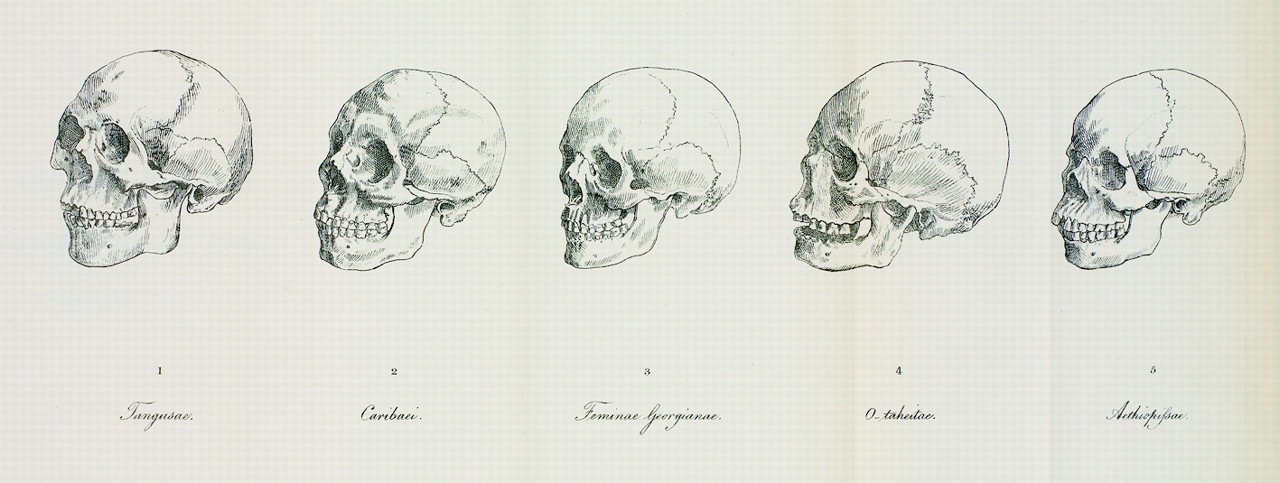
著書の図版

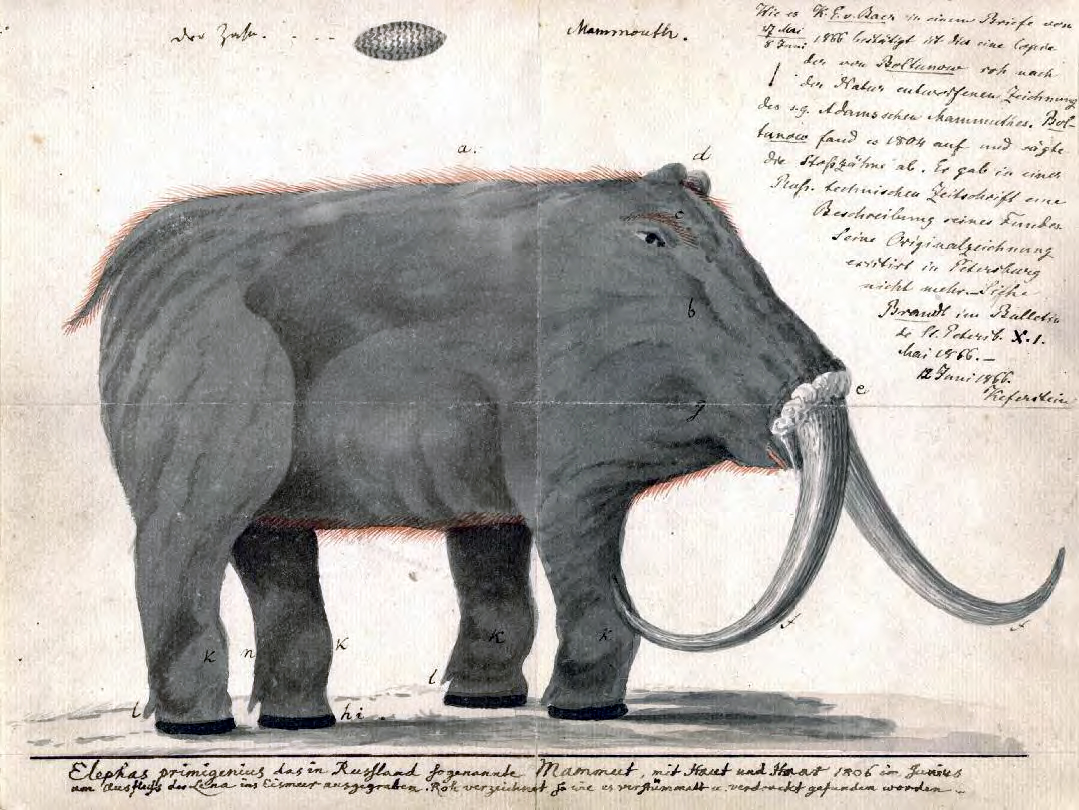
Roman Boltunovが描いたマンモスの図版にブルーメンバハの手書きの書き込みをしたものが残されている

- De generis humani varietate nativa. 1. Auflage, Friedrich Andreas Rosenbusch, Göttingen 1775. – Dissertation
  - Über die natürlichen Verschiedenheiten im Menschengeschlechte. Nach der dritten Ausgabe und den Erinnerungen des Verfassers übersetzt, und mit einigen Zusätzen und erläuternden Anmerkungen herausgegeben von Johann Gottfried Gruber. Breitkopf und Härtel, Leipzig 1798 (online; Digitalisat und Volltext - Deutschen Textarchiv).
- Handbuch der Naturgeschichte. 1. Auflage, 2 Teile, Johann Christian Dieterich, Göttingen 1779–1780 (online).
- Über den Bildungstrieb und das Zeugungsgeschäfte. 1. Auflage, Johann Christian Dieterich, Göttingen 1781 (online).
- Medicinische Bibliothek. 3 Bände, Göttingen 1783–1795
- Introductio in historiam medicinae litterariam. Johann Christian Dieterich, Göttingen 1786 (

urn:nbn:de:bvb:12-bsb10083943-3).
- Geschichte und Beschreibung der Knochen des menschlichen Körpers. 1. Auflage, Johann Christian Dieterich, Göttingen 1786; 2. Erweiterte Auflage, Heinrich Dieterich, Göttingen 1807 (online - Google ブックス).
- Institutiones physiologicae. 1. Auflage, Johann Christian Dieterich, Göttingen 1787 (online - Google ブックス).
  - Anfangsgründe der Physiologie. Aus dem Lateinischen übersetzt, und mit Zusätzen vermehrt von Joseph Eyerel. Christian Friedrich Wappler, Wien 1789 (online - Google ブックス).
- Beyträge zur Naturgeschichte. 2 Bände, 1790–1811
  - 1. Teil, 1. Auflage, Johann Christian Dieterich, Göttingen 1790 (online).
  - 1. Teil, 2. Auflage, Heinrich Dieterich, Göttingen 1806 (online).
  - 2. Teil, Heinrich Dieterich, Göttingen 1811 (online).
- Handbuch der vergleichenden Anatomie. Heinrich Dieterich, Göttingen 1805 (online; Digitalisat und Volltext - Deutschen Textarchiv).